# コカ・コーラパークTV
『コカ・コーラパークTV』とは、2011年から放送されている矢口真里とオリエンタルラジオ（中田敦彦・藤森慎吾）がMCを務める、コカ・コーラ・パーク内にて放送されているインターネットラジオである。

## 概要
この番組は、「会員の会員による会員のための番組」をテーマにコカ・コーラパーク会員（以下略　パーク会員）と一緒に作っていく番組になっている。そのため、毎回放送されている番組内では、パーク会員が企画したコーナーが行われている。
また、収録場所も通常はSHIDAXで行っているが、たまに渋谷にある日本コカ・コーラ本社や現在ロンドンオリンピックの応援ラウンジとして7月20日からオープンするグラソーラウンジなどでも放送しており、そこでパーク会員を呼んでゲームに参加したりしている。

## 出演者
- 矢口真里
- オリエンタルラジオ（中田敦彦・藤森慎吾）
- きゃりーぱみゅぱみゅ　※2012年より新メンバーとして加入

準レギュラー

- 江端浩人（当番組のエグゼクティブプロデューサーで、主にヤグラジ（後述）のメンバーにプレゼントを渡すときに登場する。

## ユニット名
矢口真里とオリエンタルラジオの3人はコカ・コーラパークTVで、「ヤグラジ」というユニット名で行っている。
ヤグラジは、パーク会員の投票によって決まり、初回放送で発表された。候補は他に「オナイドシ」「Lover's Ring」があった。

- 投票結果

1. ヤグラジ（13,902票）
2. オナイドシ（3,931票）
3. Lover's Ring（2,046票）

## ロケ地
基本はSHIDAXにて、放送しているが、たまに、別の場所で放送される。

- コカ・コーラ本社
- BEAMS
- 北海道
- 沖縄
- 渋谷・スペイン村　グラソーラウンジ

## コーナー
今までに、以下のコーナーが行われている。

### 大予想チャレンジ
パーク会員からのお便りから収録スタジオ内でできるゲーム（例：似顔絵・しりとりなど）でヤグラジの3人が対決するというコーナーで、放送前に3人のうち誰が勝つのかをコカ・コーラパーク内の通貨パークGで、最大500パークGまで賭けることができ、予想が当たると等倍返しで、もらえるシステムになっている。

#### 過去に行われた対決

##### 第2回放送
- 似顔絵対決

ヤグラジの3人が自分以外の2人のうちどちらかを描き、誰の絵がうまいかを番組スタッフが決めるというルール。
それぞれ描いた人は、藤森→中田、矢口→藤森、中田→矢口である。

##### 第3回放送
- 年代別綱引きトーナメント

初のパーク会員参加ゲーム。20代から60代までのパーク会員各3人が出場する。
台の上に各チーム1人が立ち、綱引きを行い、台の上に落ちたら負け。先に2勝したほうが勝ちとなる。
優勝チームには、3万パークGと前回の放送で、描いた似顔絵がプリントされているＴシャツがプレゼントされる。

##### 第4回放送
- コカ・コーラに合う食べ物対決

収録スタジオのSHIDAXにあるサイドメニューから、コカ・コーラに合いそうな食べ物を2品選び、ヤグラジで勝敗を決める。ただし、メニューにある罰ゲームメニューは禁止。
今回は藤森は欠席だったため、参加したのは中田と矢口の2人。

##### 第5回放送
- 高速しりとり

1対1でしりとりを行うのだが、ペースはだんだん加速していく。噛んだり、存在しない言葉を言ったら負け。リーグ戦で行い、1番勝った人の勝ち。

##### 第6回放送
- ビーチボールラリー

ゲストに大林素子を加え、矢口真里＆大林素子ペアとオリラジペアで対決。指定の場所に立ち、ビーチボールでトスかレシーブで回し、何回ラリーを回すことができるかで対決する。ただし、落とした場合は1からやり直し。最終的に1番良かった回数が記録となる。制限時間は1分。

##### 第8回放送
- チーム対抗輪投げ対決

今回は「ゆかた祭り」という夏休みの特別企画だったため、夏祭りの定番、輪投げで対決する。

##### 第9回放送
- 高速古今東西　夏らしいもの対決！

高速で夏らしいものを言っていくゲーム。卑猥なものは禁止。最初は1回戦は夏らしいものだったが、もう無いなどの意見があり、2回戦は白いもの、3回戦はやわらかいもの、4回戦はとがっているものとテーマを変更した。

##### 第10回放送
- 噂の自販機　フリースタイルMIX上手なのはどっちだ？

全国数ヶ所にあるフリースタイルは、全100種類を超える種類の飲み物があり、例えば、コカ・コーラでも、オレンジ味があったり、普段売っていない味が売っている。そのフリースタイルを使って、復種類のジュースを混ぜ、ミックスジュースを作り、ドリムスチームとオリラジチームどちらがおいしいか、今回番組にきたパーク会員の多数決で決める。

##### 第11回放送
- グリーンカーペット　キメポーズ対決

東京国際映画祭に使われるグリーンカーペットを借り、ゲストで来たTIFF BOYZとヤグラジでペアを組み、グリーンカーペット上で、キメポーズをして、どれがいいか、スタッフの拍手の大きさで決めるゲーム。

##### 第14回放送
- 絶叫！ロングボイス対決

テーマに合ったことを言ってその言葉の語尾を限界まで伸ばし続け、声を出し続けられた秒数を競うゲーム。実際重要なのは、声をどれだけ長く言い続けられるかのため、その前の言葉には、それほどの意味は無い。（しかし、おもしろさという要素が加わる。）

##### 第15回放送
- 北海道のパーク会員と以心伝心対決！

今回は、北海道で中継。そして、出演は矢口真里・安倍なつみ・飯田圭織の3人（オリラジは欠席）。ゲーム内容は矢口・安倍・飯田各チームに10人のパーク会員で1チームを編成。あるテーマの答えに対し、チームリーダーの答えが、パーク会員の答えと何人一致するかを競うゲーム。

##### 第16回放送
- 全国に届け！絶叫！ロングボイス対決

ルールは、第14回放送絶叫！ロングボイス対決と同じ。ただし、各年代3人がおり、（20代・30代・40代）3人の合計タイムで競う。

##### 第17回放送
- ノリノリ口パク曲当てクイズ

今回は、対決ではなく、3人で協力するゲーム。内容は、1人が口パク（ジェスチャーも可）で、何の曲なのかを当てるゲーム。

##### 第19回放送
- 早口言葉が1番うまいのは？対決！

この回は、きゃりーぱみゅぱみゅも参加。内容は、お題「赤きゃりーぱみゅぱみゅ　青きゃりーぱみゅぱみゅ　黄きゃりーぱみゅぱみゅ」を3回言って、そのうまさを競う。

##### 第21回放送
- まだ間に合う！2012年運試し対決！

台の上に黒い紙袋に入ったコカ・コーラが25個入っている。しかし、そのうち、2個はコカ・コーラゼロが入っており、それを引くと負けとなる。また、そのうち3個はファンタが入っており、それを引いたらもう1度引かなくてはならない。最後まで、引かなかった人が優勝。

##### 第22回放送
- バレンタインデー創作チョコ対決

ハート型のチョコケーキにチョコペンでデザインしてどのデザインが良いか男性スタッフの拍手の大きさで決める。今回はチョコペンしかなかったが、矢口は「これじゃあ少ない」と不満を漏らしていた。

##### 第23回放送
- ステッカーデザイン対決

番組のステッカーデザインを描きどれが良いか、スタッフの拍手の大きさで決める。その順位で、ステッカーの大きさを決定する。

##### 第24回放送
- ピンポンラリー　何回続くか☆予想！

今回は、対決ではなく、3人で協力するゲーム。内容は、全員が卓球のラケットを持ち、ノーバウンドで、ピンポン球を何回ラリーできるかというゲーム。チャンスは3回で、1番良かった記録が結果となる。

##### 第25回放送
- 2個しりとり対決

ルールは、通常のしりとりと同じ。しかし、1人2個ずつ言っていかなければならない（例：リンゴ・ゴリラ→ラッパ・パセリ→リス・スルメ→・・・）。詰まったり、存在しない言葉を言ったら負け。最後まで残った人が優勝。

##### 第26回放送
- ファッションコーディネート対決

今回はBEAMSの店内での放送のため、BEAMS内にある服で、今回来たパーク会員をコーディネート。誰のコーディネートが良いかスタッフの拍手の大きさで決める。

##### 第27回放送
- コカ・コーラに合う沖縄料理対決

ルールは第4回の「コカ・コーラに会う食べ物対決」と同じ。しかし、今回は沖縄での放送のため、沖縄料理で1番合うものをオリラジの3人がそれぞれ選びそのうち最終的にどれが良いかを3人で決める。

##### 第28回放送
- 片手キャップ積み対決

片手で、ペットボトルキャップを積んでいき、倒した人が脱落していき、最後まで残った人が優勝。

##### 第30回放送
- 缶バッジ神経衰弱対決

当時、自動販売機でコカ・コーラを買ったときについてくる缶バッジを使ったゲーム。ルールは通常の神経衰弱と同じ。

##### 第31回放送
- タオルキャッチ対決

1対1で行うゲーム。ルールは、1人が両手でタオルを持ち（守備側）、もう1人が好きなタイミングでタオルをとる（攻撃側）。そのとき少しでも、守備側の手がタオルを握っていたら守備側の勝ち、つかめなかったら攻撃側の勝ちとなる。今回は、矢口が腰を痛めていたため、代理でその日番組に来ていたパーク会員が参加した。

##### 第32回放送
- パットゴルフ対決

距離に応じて、10ポイントから30ポイントのラインが引いてある。その位置から売ってカップに入ればその地点のポイントをゲット。3回打ってその合計点が多い人が優勝。

##### 第33回放送
- 生粋チーム対抗タオルキャッチ対決

ルールは、第31回放送タオルキャッチ対決と同じ。しかし、今回はヤグラジ各メンバーの生粋のファンが集まっており、チーム対抗で行う。各チーム2人ずつ出し、勝利数が多いほうが勝ち。1対1の場合は引き分け。

### コカ・コーラパークTV大抽選会
番組中にチャイムが鳴ると、抽選券が配布され、ボタンをクリックすると抽選券がもらえる。番組中に3回行うため、最大3枚もらえる（2時間スペシャルの回は5枚）。そして、番組最後の抽選会で当選すると賞品がもらえるというコーナー（抽選に外れても、抽選券1枚につき1000パークGが貰える）。

#### 過去にあった賞品
- 5,000パークG
- ニコニコ動画プレミアム会員チケット90日分
- コカ・コーラ商品1ケース

アクエリアス・ジョージア・グラソーなど。
- BEAMSコラボTシャツ

番組で制作されたBEAMSとのコラボTシャツ。
- ゲーム機

過去にPS3やXboxなどがあった。
- CD

番組のオリジナルソングを作ることになり完成した。タイトルは「ヤグラジの翔びだせ！ハピクエ☆フレンズ」。
- きゃりーぱみゅぱみゅグッズ

ツアーで別の都道府県に行っているときに、そこで売っていたグッズをきゃりーぱみゅぱみゅが選んだり、きゃりーぱみゅぱみゅオリジナルグッズが贈られる。

### はぁ～やっぱ真里さんだな～（DX）
ヤグラジのメンバー矢口真里の思わず「はぁ～やっぱ真里さんだな～」と思うような情報を投稿し、その投稿から色々なことを学ぼうというコーナー。コカ・コーラパークTVのリニューアルに合わせ、「はぁ～やっぱ真里さんだな～DX」に変更された。

### スワロ中田（マーシャ矢口）の恋愛相談
スワロ中田のスワロとはスワロスフキーの略で、始まりは、クリスマススペシャルのプレゼント交換のコーナーでパーク会員や、藤森・矢口がそれぞれ2000円以内のプレゼントを持ってくる中、中田だけ、2万円のスワロフスキーを持ってきたことが始まり。（その後、誰かの誕生日や、結婚祝いにはスワロフスキーを毎回プレゼントしている。）マーシャ矢口のマーシャは2011年の5月に結婚した、俳優の中村昌也との間で呼んでいるあだ名「マーシャン」から来ている。そして、その2人がパーク会員から寄せられた恋愛相談に答えていくというコーナー。

### 投稿企画

#### 素敵な店員さんエピソード
投稿企画。パーク会員が出会った素敵な店員とのエピソードを発表していくコーナー。

#### 小さなHappinessを探そう！
投稿企画。パーク会員が日々の生活で起こった小さな幸せ（例：夕食に自分の好物が出てきたなど）を発表していくコーナー。

#### やってほしい企画
投稿企画。パーク会員が番組内でやってほしいコーナーを発表していくコーナー。

## パーク会員
パーク会員は、以下のような形で番組に参加できる。

### かきこみクン・かきこみチャン
かきこみクン・かきこみチャンとは、番組中、ツイッターで、つぶやきを投稿したり、コーナーでのアシスタントを行う。第32回放送回より、かきこみクン・かきこみチャンとして1時間仕事をした人には、賞状が贈られる。

### パーク会員参加企画
不定期に行われるカラオケ大会や、○○対決に参加することで、番組に出演することができる。また、対決系では、優勝すると、パークGが大量にもらえるためとても得である。また、参加すると、プレゼントが貰える場合もある。

## 特別企画

### 年代別綱引きトーナメント
コーナー・過去にやった対決第4回放送を参照

### 夏休み　ゆかた祭り！
夏祭りをイメージし、全員浴衣で登場。また、ハッピースタッフコンテストの各地方チャンピオンも登場。また、募集で、来たパーク会員もいたが、1人しか来なかった。

### カラオケ大会
ヤグラジの3人がカラオケをひたすらするという企画。

### コカ・コーラゼロ（番外編）
今回は、オリラジに変わって、はんにゃが登場。それに合わせ、今回のみ、ユニット名が「やぐにゃ」となった。

#### ミッションを達成せよプレゼント倍々チャレンジ
最初は当選者1人だが、ミッションをクリアしていくたびに当選人数が2倍になる。（1人→2人→4人→8人→16人→32人→64人→128人→256人・・・）

### コカ・コーラパークTV in北海道
オリラジの2人は欠席。今回は、ドリームモーニング娘。より、矢口真里・安倍なつみ・飯田圭織が登場した。

### 全国に響け！絶叫！ロングボイス対決
コーナー過去にやった対決第16回放送を参照

### コカ・コーラパークTV　クリスマスパーティー
コカ・コーラ本社にて、クリスマスパーティーを行い、また、プレゼント交換を行った。

### コカ・コーラパークTV　（スピンオフ）矢口真里誕生日記念スペシャル
今回オリラジの2人は欠席。代わりに「スリムクラブ」が登場。また、今回は、矢口真里の誕生日パーティーを行った。

#### 矢口真里誕生日記念プレゼント祭り
矢口真里の誕生日を記念し、ミッションをクリアすると、コカ・コーラ製品1ケースが、矢口真里とパーク会員10名にプレゼントされるコーナー。

### パーク会員全員参加！　コカ・コーラパークTV真夏のグラソー祭り
オリンピック応援ラウンジ・グラソーラウンジにて、パーク会員参加企画。今回の賞品も、グラソーだった。

## 番組グッズ
過去に、以下の番組グッズが製作された。
- BEAMS製作Tシャツ（通称　ヤグラジTシャツ）

番組でできた最初の番組グッズ。デザインは、表には、第2回放送でヤグラジが描いた、各々の似顔絵をプリントし、「ヤグラジ」の文字が書いてあり、裏には、コカ・コーラパークのロゴが描かれている。しかし、実際はクオリティが劣っているため、Tシャツをみた中田は「手抜きしました？」とツっこんでしまうほどのものだった。しかし、その後、BEAMSコラボTシャツの第2弾が完成し、クオリティが高くなったため、藤森以外の2人は満足していた。

- BEAMSコラボTシャツ

ヤグラジ3人がそれぞれデザインしたものをBEAMSが改良。それを、新Tシャツとして完成させた。新Tシャツを見た矢口・中田は大絶賛したが、自分のデザインがまったく反映されなかった藤森は不満をもらすが、中田は、「慎吾のデザインが入っていないのは想定内」と言った。

- ヤグラジオリジナル曲「ヤグラジの翔びだせ！ハピクエ☆フレンズ」

番組ディレクターがサンプルを作詞し、パーク会員が作曲した、曲を発表し、12月の2時間スペシャルで、ヤグラジの3人が歌詞を決定した。その後、PVが作られる。PVは2種類あり、1つは、レコーディングの様子を流したもので、2つ目はストーリー風のミニドラマから始まり、自動販売機の被り物をした、ヤグラジが主にダンスをするというもの。矢口・中田は、1つ目のレコーディングのやつのほうがいい。と主張したが、レコチョクでの配信が決定。また、矢口真里が所属する「ドリームモーニング娘。」のコンサート前にもPVが流された。また、非売品のCDを番組プレゼントとして10名に贈られた。

- ステッカー

ヤグラジの3人がデザインした、デザインをステッカーにしたもの。これは、「ステッカーデザイン対決」の大予想チャレンジで行われ、勝者のステッカーデザインはいちばん大きく、最下位のデザインは小さくしようと、藤森が提案するが、藤森が最下位となった。（優勝は矢口。）

## スタッフ
編成作家　金井夏生（ナツ・プロジェクト）

編成補　今井愛（ナツ・プロジェクト）

ビデオプロデューサー　衛藤裕一（Jストリーム）

ビデオディレクター　岩崎悟志（Jストリーム）

ビデオエンジニア　西川浩史（Jストリーム）

カメラ　湯田圭子（クロスコ）

音声　村松貴（クロスコ）

Webプロデューサー

清水丈太郎（アイ・エム・ジェイ）

中崎典尉（アイ・エム・ジェイ）

本村棋平（アイ・エム・ジェイ）

鈴本泰典（IMJモバイル）

Webディレクター

近藤耕一（アイ・エム・ジェイ）

田辺暁雄（アイ・エム・ジェイ）

吉川祐輔（アイ・エム・ジェイ）

酒井隆行（アイ・エム・ジェイ）

石井宏幸（アイ・エム・ジェイ）

難波未樹（アイ・エム・ジェイ）

三村和哉（アイ・エム・ジェイ）

システムエンジニア　南陽平（アイ・エム・ジェイ）

デモボーカル　Lico

AD

小谷武（スノーアディクト）

大田修司（スノーアディクト）

ディレクター& CG/Music　塩見佳久（スノーアディクト）

アシスタントプロデューサー　奥平智樹（日本コカ・コーラ株式会社）

プロデューサー　足立浩俊（日本コカ・コーラ株式会社）

エグゼクティブプロデューサー　江端浩人（日本コカ・コーラ株式会社）